# Christian Fuglsang
Malta Christian Fuglsang (* 15. November 1857 in Öddis in Nordschleswig, heute Ødis Sogn; † 26. November 1936 in Alt Hadersleben) war ein deutscher Braumeister und Unternehmer in der familieneigenen Brauerei.

## Wirken als Unternehmer
Christian Fuglsang stammte aus der Familie Fuglsang. Er war ein Sohn des Brauers Sören Christian Fuglsang und dessen Ehefrau Mathilde Fuglsang geborene Borgen. Er besuchte bis zum Realexamen 1876 die Lateinschule von Hadersleben. Danach ließ er sich in mehreren deutschen Brauereien, darunter der seines Bruders Conrad in Mülheim an der Ruhr, zum Bierbrauer ausbilden. 1886 ging er wieder nach Hadersleben und wurde gemeinsam mit seinem Bruder Sophus Mitglied der Geschäftsleitung der väterlichen Brauerei.
Die Brauerei und die Mälzerei der Brüder Fugelsang wuchs während der 1880er und 1890er Jahre signifikant. Daher entstanden bspw. neue Gebäude für die Malzherstellung. 1893 spalteten die Brüder das Unternehmen auf. Christian Fuglsang führte die Brauerei unter der Firma S. C. Fuglsang Bierbrauerei weiter. Aufgrund von Absprachen mit anderen Brauereien in Nordschleswig, nicht in einen Wettbewerb miteinander zu treten, wuchs das Unternehmen bis in die ersten Jahre des Ersten Weltkriegs.
Fuglsang leitete die Brauerei im Stil eines Patriarchen. Er war mit den meisten seiner Angestellten persönlich bekannt und sorgte sich um ihr Wohlergehen. Er hatte allerdings Probleme damit, dass die Arbeiter ab dem Beginn des 20. Jahrhunderts auch eine Gewerkschaft für Brauereiarbeiter schaffen wollten. Die dadurch ausgelösten Auseinandersetzungen zwischen den Angestellten und der Unternehmensleitung empfand er als bedrückend.
Mit der Zugehörigkeit Nordschleswigs zu Dänemark bekam Fuglsangs Brauerei ab 1920 Probleme aufgrund der Konkurrenz durch Kopenhagener Großbrauereien. Hinzu kam, dass die Brauerei nun vor allem dänische Kunden finden musste, die jedoch weit mehr Flaschenbier als Fassbier kauften, das bis dahin das wichtigste Produkt der Brauerei darstellte. Während der 1920er Jahre stellte Fuglsang daher die Produktion langwierig und aufwändig auf Flaschenbier um. Daher wurde aus der Brauerei 1929 eine Aktiengesellschaft mit Fuglsang als Direktor. Das neue Unternehmen konnte den Absatz in Stadt und Amt Hadersleben erhöhen. Erste Erfolge stellten sich noch vor Fuglsang Tod ein.
Fuglsang wurde der Ehrentitel eines Kommerzienrats verliehen.

## Politisches Engagement
Wegen seiner Ausbildung und der Geschichte der Familie engagierte sich Fuglsang für die deutschgesinnten Nordschleswiger. Als der preußische Oberpräsident Ernst von Köller, der hart gegen die dänische Bevölkerung in Nordschleswig vorging, 1899 in Hadersleben triumphal begrüßt wurde, sagte Fuglsang während des Festbanketts im Namen aller Teilnehmer, dass er hoffe, dass der Konflikt aufgrund von Köllers Initiative enden werde. Fuglsang spendete für den Deutschen Verein für das nördliche Schleswig und betätigte sich aktiv in der Kommunalpolitik. Von 1909 bis 1920 gehörte er dem Kreistag von Hadersleben an. Von 1894 bis 1901 amtierte er als Gemeindevorsteher von Alt-Hadersleben.
Vor der Volksabstimmung in Schleswig setzte sich Fuglsang wie sein Bruder dafür ein, dass Nordschleswig nicht vom Deutschen Reich abgetrennt werden sollte. Er agierte dabei nicht in vorderster Reihe, half dem Deutschen Ausschuss für das Herzogtum Schleswig aber finanziell und moralisch. Der schleswig-holsteinische Provinzialausschuss empfahl Außenminister Ulrich Graf von Brockdorff-Rantzau, Fuglsang als Vertreter der Provinz bei den Verhandlungen des Auswärtigen Amts über die Schleswig-Holstein-Frage hinzuzuziehen. Er erhielt jedoch weniger Einladungen als die beiden Repräsentanten des Deutschen Ausschusses – wahrscheinlich, weil er politisch als „alldeutsch“ galt.
Fuglsang hielt eine Spaltung Schleswigs für wirtschaftlich und kulturell äußerst problematisch. Das Ergebnis der Volksabstimmung und die Abtretung Nordschleswigs an Dänemark enttäuschten ihn daher sehr. Bis auf das Amt des Vizepräsidenten des Aufsichtsrats der Haderslebener Creditbank trat er nach der Volksabstimmung öffentlich nicht mehr in Erscheinung. Der deutschgesinnte Bürgerverein zu Hadersleben ernannte ihn aufgrund seiner Verdienste 1932 zum Ehrenmitglied.

## Familie
1886 heiratete Fuglsang Maria Emma Stoecker (* 13. Januar 1939 in Mülheim an der Ruhr; † 13. Januar 1939 in Alt Hadersleben). Sie war eine Tochter des Kaufmanns Eduard Stoecker und dessen Ehefrau Sophie Stoecker geborene Bilger. Das Ehepaar hatte eine Tochter und die Söhne Hans und Fritz.